# 圖拉山
圖拉山是西非的山脈，海拔高度1,300米，從科特迪瓦向西薩桑德拉河延伸至利比里亞和畿內亞接壤的邊境，海拔高度1,752米的寧巴峰位於山脈西端。

## 外部連結
- Language, Gender and Sustainability Project Toura Map （页面存档备份，存于）, accessed 25 December 2010.